# Övre Brocken
Övre Brocken är en sjö i Torsby kommun i Värmland och ingår i Göta älvs huvudavrinningsområde. Sjön är 15 meter djup, har en yta på 3,65 kvadratkilometer och befinner sig 127,1 meter över havet. Sjön avvattnas av vattendraget Norsälven (Ljusnan). Vid provfiske har bland annat abborre, björkna, braxen och gärs fångats i sjön.

## Delavrinningsområde
Övre Brocken ingår i det delavrinningsområde (669062-134669) som SMHI kallar för Utloppet av Övre Brocken. Medelhöjden är 192 meter över havet och ytan är 18,95 kvadratkilometer. Räknas de 28 avrinningsområdena uppströms in blir den ackumulerade arean 650,11 kvadratkilometer. Norsälven (Ljusnan) som avvattnar avrinningsområdet har biflödesordning 2, vilket innebär att vattnet flödar genom totalt 2 vattendrag innan det når havet efter 377 kilometer. Avrinningsområdet består mestadels av skog (60 procent). Avrinningsområdet har 3,63 kvadratkilometer vattenytor vilket ger det en sjöprocent på 19,1 procent.

## Fisk
Vid provfiske har följande fisk fångats i sjön:
- Abborre
- Björkna
- Braxen
- Gärs
- Gädda
- Lake
- Löja
- Mört
- Nors